# Eleições legislativas portuguesas de 2005 no distrito de Aveiro
| Eleições legislativas portuguesas de 2005 Distritos: Aveiro \| Beja \| Braga \| Bragança \| Castelo Branco \| Coimbra \| Évora \| Faro \| Guarda \| Leiria \| Lisboa \| Portalegre \| Porto \| Santarém \| Setúbal \| Viana do Castelo \| Vila Real \| Viseu \| Açores \| Madeira \| Estrangeiro |

## Resultados por Concelho
Os resultados nos concelhos do Distrito de Aveiro foram os seguintes:

### Águeda
| Partido                 | Partido                        | Votos  | %               | +/-   |
| ----------------------- | ------------------------------ | ------ | --------------- | ----- |
|                         | Partido Socialista             | 10 822 | 40,65 / 100,00  | 7,58  |
|                         | Partido Social Democrata       | 9 579  | 35,98 / 100,00  | 11,41 |
|                         | Partido Popular                | 2 860  | 10,74 / 100,00  | 1,59  |
|                         | Bloco de Esquerda              | 1 181  | 4,44 / 100,00   | 2,92  |
|                         | Coligação Democrática Unitária | 946    | 3,55 / 100,00   | 0,61  |
|                         | Outros                         | 482    | 1,82 / 100,00   |       |
| Votos Inválidos         | Votos Inválidos                | 752    | 2,83 / 100,00   | 1,10  |
| Total                   | Total                          | 26 622 | 100,00 / 100,00 |       |
| Eleitorado/Participação | Eleitorado/Participação        | 41 545 | 64,08 / 100,00  | 2,46  |

| Freguesia            | %     | %     | %     | %    | %    | Votantes |
| Freguesia            | PS    | PSD   | PP    | BE   | CDU  | Votantes |
| -------------------- | ----- | ----- | ----- | ---- | ---- | -------- |
| Agadão               | 22,33 | 57,86 | 15,41 | 0,94 | 0,63 | 318      |
| Aguada de Baixo      | 28,88 | 41,79 | 19,37 | 2,60 | 1,25 | 883      |
| Aguada de Cima       | 36,14 | 42,96 | 11,21 | 2,83 | 1,72 | 1 981    |
| Águeda               | 45,17 | 31,18 | 8,77  | 5,45 | 4,56 | 6 354    |
| Barrô                | 42,33 | 39,85 | 7,88  | 3,13 | 2,16 | 926      |
| Belazaima do Chão    | 52,38 | 34,13 | 4,50  | 2,12 | 1,06 | 378      |
| Borralha             | 48,70 | 28,92 | 9,38  | 5,04 | 3,15 | 1 269    |
| Castanheira do Vouga | 31,44 | 51,94 | 10,25 | 0,46 | 1,59 | 439      |
| Espinhel             | 47,59 | 29,57 | 9,43  | 5,64 | 3,40 | 1 559    |
| Fermentelos          | 14,65 | 58,42 | 20,11 | 1,97 | 1,52 | 1 775    |
| Lamas do Vouga       | 46,44 | 34,99 | 6,48  | 4,97 | 2,59 | 463      |
| Macieira de Alcoba   | 27,55 | 46,94 | 12,24 | 5,10 | 2,04 | 98       |
| Macinhata do Vouga   | 43,44 | 32,24 | 11,50 | 4,39 | 4,68 | 1 731    |
| Óis da Ribeira       | 37,91 | 36,68 | 14,14 | 4,51 | 1,64 | 488      |
| Préstimo             | 27,31 | 44,88 | 15,66 | 2,41 | 4,22 | 498      |
| Recardães            | 47,07 | 30,67 | 8,46  | 6,31 | 3,89 | 1 774    |
| Segadães             | 41,20 | 31,00 | 16,20 | 4,20 | 2,40 | 500      |
| Travassô             | 37,08 | 36,04 | 15,83 | 4,90 | 2,08 | 960      |
| Trofa                | 42,76 | 33,19 | 8,30  | 6,12 | 5,39 | 1 651    |
| Valongo do Vouga     | 44,39 | 32,75 | 7,57  | 4,19 | 5,59 | 2 577    |
| Águeda               | 40,65 | 35,98 | 10,74 | 4,44 | 3,55 | 26 622   |

### Albergaria-a-Velha
| Partido                 | Partido                        | Votos  | %               | +/-  |
| ----------------------- | ------------------------------ | ------ | --------------- | ---- |
|                         | Partido Social Democrata       | 5 157  | 39,81 / 100,00  | 9,58 |
|                         | Partido Socialista             | 4 379  | 33,80 / 100,00  | 7,17 |
|                         | Partido Popular                | 1 914  | 14,77 / 100,00  | 3,92 |
|                         | Bloco de Esquerda              | 546    | 4,21 / 100,00   | 2,88 |
|                         | Coligação Democrática Unitária | 344    | 2,66 / 100,00   | 0,92 |
|                         | Outros                         | 259    | 2,00 / 100,00   |      |
| Votos Inválidos         | Votos Inválidos                | 356    | 2,74 / 100,00   | 1,25 |
| Total                   | Total                          | 12 955 | 100,00 / 100,00 |      |
| Eleitorado/Participação | Eleitorado/Participação        | 19 981 | 64,84 / 100,00  | 1,63 |

| Freguesia          | %     | %     | %     | %    | %    | Votantes |
| Freguesia          | PSD   | PS    | PP    | BE   | CDU  | Votantes |
| ------------------ | ----- | ----- | ----- | ---- | ---- | -------- |
| Albergaria-a-Velha | 37,19 | 34,32 | 15,32 | 5,58 | 2,82 | 3 872    |
| Alquerubim         | 42,71 | 35,08 | 13,22 | 3,22 | 1,61 | 1 180    |
| Angeja             | 29,59 | 41,96 | 12,37 | 4,77 | 6,47 | 1 237    |
| Branca             | 46,15 | 32,06 | 12,09 | 3,05 | 1,60 | 2 754    |
| Frossos            | 30,88 | 32,35 | 24,63 | 3,49 | 4,04 | 544      |
| Ribeira de Fráguas | 39,05 | 31,44 | 17,94 | 5,21 | 1,54 | 1 037    |
| São João de Loure  | 46,13 | 25,69 | 18,20 | 2,74 | 2,00 | 1 203    |
| Valmaior           | 39,72 | 37,50 | 12,41 | 3,81 | 2,66 | 1 128    |
| Albergaria-a-Velha | 39,81 | 33,80 | 14,77 | 4,21 | 2,66 | 12 955   |

### Anadia
| Partido                 | Partido                        | Votos  | %               | +/-  |
| ----------------------- | ------------------------------ | ------ | --------------- | ---- |
|                         | Partido Social Democrata       | 7 778  | 45,65 / 100,00  | 9,56 |
|                         | Partido Socialista             | 5 489  | 32,21 / 100,00  | 5,53 |
|                         | Partido Popular                | 1 828  | 10,73 / 100,00  | 1,01 |
|                         | Bloco de Esquerda              | 703    | 4,13 / 100,00   | 2,51 |
|                         | Coligação Democrática Unitária | 378    | 2,22 / 100,00   | 0,62 |
|                         | Outros                         | 263    | 1,54 / 100,00   |      |
| Votos Inválidos         | Votos Inválidos                | 601    | 3,53 / 100,00   | 1,25 |
| Total                   | Total                          | 17 040 | 100,00 / 100,00 |      |
| Eleitorado/Participação | Eleitorado/Participação        | 26 996 | 63,12 / 100,00  | 0,89 |

| Freguesia              | %     | %     | %     | %    | %    | Votantes |
| Freguesia              | PSD   | PS    | PP    | BE   | CDU  | Votantes |
| ---------------------- | ----- | ----- | ----- | ---- | ---- | -------- |
| Aguim                  | 42,71 | 39,67 | 5,47  | 6,84 | 1,52 | 658      |
| Amoreira da Gândara    | 47,03 | 27,35 | 17,95 | 2,32 | 0,43 | 691      |
| Ancas                  | 43,40 | 32,98 | 12,98 | 3,62 | 1,06 | 470      |
| Arcos                  | 34,78 | 39,73 | 10,00 | 6,14 | 4,53 | 2 849    |
| Avelãs de Caminho      | 41,34 | 38,66 | 10,00 | 3,28 | 1,79 | 670      |
| Avelãs de Cima         | 56,75 | 22,21 | 12,48 | 2,75 | 1,10 | 1 274    |
| Mogofores              | 30,65 | 44,03 | 10,32 | 6,94 | 2,42 | 620      |
| Moita                  | 46,52 | 32,04 | 11,25 | 4,37 | 1,94 | 1 395    |
| Óis do Bairro          | 42,61 | 39,18 | 8,93  | 4,47 | 0,34 | 291      |
| Paredes do Bairro      | 62,93 | 16,05 | 11,65 | 1,70 | 0,57 | 704      |
| Sangalhos              | 41,35 | 30,26 | 12,55 | 4,71 | 4,18 | 2 462    |
| São Lourenço do Bairro | 47,32 | 33,41 | 9,67  | 3,79 | 1,49 | 1 344    |
| Tamengos               | 45,49 | 36,68 | 8,80  | 3,95 | 0,68 | 886      |
| Vila Nova de Monsarros | 40,55 | 44,95 | 6,26  | 2,86 | 1,43 | 910      |
| Vilarinho do Bairro    | 63,05 | 18,45 | 10,63 | 1,98 | 0,88 | 1 816    |
| Anadia                 | 45,65 | 32,21 | 10,73 | 4,13 | 2,22 | 17 040   |

### Arouca
| Partido                 | Partido                        | Votos  | %               | +/-   |
| ----------------------- | ------------------------------ | ------ | --------------- | ----- |
|                         | Partido Social Democrata       | 6 160  | 46,65 / 100,00  | 10,05 |
|                         | Partido Socialista             | 4 038  | 30,58 / 100,00  | 7,39  |
|                         | Partido Popular                | 1 785  | 13,52 / 100,00  | 1,55  |
|                         | Bloco de Esquerda              | 387    | 2,93 / 100,00   | 1,64  |
|                         | Coligação Democrática Unitária | 225    | 1,70 / 100,00   | 0,56  |
|                         | Partido da Nova Democracia     | 154    | 1,17 / 100,00   | Novo  |
|                         | Outros                         | 122    | 0,93 / 100,00   |       |
| Votos Inválidos         | Votos Inválidos                | 333    | 2,52 / 100,00   | 0,90  |
| Total                   | Total                          | 13 204 | 100,00 / 100,00 |       |
| Eleitorado/Participação | Eleitorado/Participação        | 20 318 | 64,99 / 100,00  | 0,44  |

| Freguesia           | %     | %     | %     | %    | %    | %    | Votantes |
| Freguesia           | PSD   | PS    | PP    | BE   | CDU  | PND  | Votantes |
| ------------------- | ----- | ----- | ----- | ---- | ---- | ---- | -------- |
| Albergaria da Serra | 37,66 | 55,84 | 2,60  | 0    | 0    | 0    | 77       |
| Alvarenga           | 48,95 | 30,89 | 11,54 | 2,56 | 0,82 | 0,23 | 858      |
| Arouca              | 41,83 | 37,52 | 9,10  | 4,49 | 2,21 | 1,50 | 1 671    |
| Burgo               | 42,53 | 33,22 | 13,34 | 4,28 | 1,59 | 1,09 | 1 192    |
| Cabreiros           | 39,08 | 44,83 | 8,05  | 1,15 | 1,15 | 2,30 | 87       |
| Canelas             | 44,80 | 20,54 | 25,00 | 1,24 | 3,71 | 2,23 | 404      |
| Chave               | 34,97 | 35,75 | 18,78 | 5,05 | 1,94 | 0,52 | 772      |
| Covelo de Paivó     | 60,26 | 19,23 | 8,97  | 7,69 | 1,28 | 0    | 78       |
| Escariz             | 45,67 | 30,83 | 15,92 | 2,00 | 1,08 | 1,17 | 1 200    |
| Espiunca            | 47,48 | 25,54 | 16,91 | 2,88 | 1,44 | 2,52 | 278      |
| Fermedo             | 46,55 | 33,63 | 10,92 | 2,26 | 3,14 | 0,75 | 797      |
| Janarde             | 71,59 | 11,36 | 10,23 | 3,41 | 0    | 1,14 | 88       |
| Mansores            | 49,63 | 21,89 | 22,64 | 1,50 | 0,75 | 1,35 | 667      |
| Moldes              | 38,05 | 38,58 | 13,75 | 2,54 | 1,74 | 0,80 | 749      |
| Rossas              | 48,91 | 24,24 | 15,76 | 2,83 | 2,83 | 2,72 | 920      |
| Santa Eulália       | 49,81 | 28,13 | 12,00 | 3,45 | 1,65 | 0,68 | 1 333    |
| São Miguel do Mato  | 55,48 | 23,54 | 15,38 | 1,63 | 1,17 | 1,17 | 429      |
| Tropeço             | 55,52 | 26,69 | 10,89 | 1,07 | 0,77 | 0,61 | 652      |
| Urrô                | 57,51 | 27,14 | 6,95  | 1,94 | 1,45 | 1,62 | 619      |
| Várzea              | 51,95 | 29,73 | 12,01 | 2,40 | 0,90 | 0,90 | 333      |
| Arouca              | 46,65 | 30,58 | 13,52 | 2,93 | 1,70 | 1,17 | 13 204   |

### Aveiro
| Partido                 | Partido                        | Votos  | %               | +/-   |
| ----------------------- | ------------------------------ | ------ | --------------- | ----- |
|                         | Partido Socialista             | 14 899 | 37,42 / 100,00  | 5,54  |
|                         | Partido Social Democrata       | 13 303 | 33,41 / 100,00  | 10,50 |
|                         | Partido Popular                | 5 436  | 13,65 / 100,00  | 2,24  |
|                         | Bloco de Esquerda              | 2 666  | 6,70 / 100,00   | 3,98  |
|                         | Coligação Democrática Unitária | 1 448  | 3,64 / 100,00   | 1,08  |
|                         | Outros                         | 706    | 1,78 / 100,00   |       |
| Votos Inválidos         | Votos Inválidos                | 1 361  | 3,42 / 100,00   | 1,37  |
| Total                   | Total                          | 39 819 | 100,00 / 100,00 |       |
| Eleitorado/Participação | Eleitorado/Participação        | 61 499 | 64,75 / 100,00  | 1,64  |

| Freguesia               | %     | %     | %     | %    | %    | Votantes |
| Freguesia               | PS    | PSD   | PP    | BE   | CDU  | Votantes |
| ----------------------- | ----- | ----- | ----- | ---- | ---- | -------- |
| Aradas                  | 34,63 | 38,45 | 14,48 | 5,13 | 2,37 | 4 309    |
| Cacia                   | 41,37 | 31,41 | 9,93  | 7,76 | 4,26 | 3 544    |
| Eirol                   | 28,03 | 34,39 | 28,66 | 3,18 | 1,70 | 471      |
| Eixo                    | 38,12 | 29,05 | 16,42 | 5,47 | 4,46 | 2 558    |
| Esgueira                | 44,30 | 25,84 | 11,27 | 8,91 | 4,43 | 6 142    |
| Glória                  | 40,05 | 28,27 | 13,78 | 8,76 | 4,21 | 6 110    |
| Nariz                   | 16,47 | 53,49 | 19,89 | 3,03 | 1,45 | 759      |
| Nossa Senhora de Fátima | 17,28 | 55,77 | 19,64 | 1,88 | 1,38 | 1 013    |
| Oliveirinha             | 25,51 | 50,43 | 13,71 | 3,17 | 1,33 | 2 552    |
| Requeixo                | 21,02 | 47,45 | 20,70 | 2,39 | 2,23 | 628      |
| Santa Joana             | 36,21 | 38,84 | 10,13 | 5,63 | 3,70 | 4 029    |
| São Bernardo            | 34,66 | 34,83 | 16,78 | 5,88 | 2,80 | 2 432    |
| São Jacinto             | 55,32 | 21,48 | 7,98  | 6,84 | 4,18 | 526      |
| Vera Cruz               | 41,93 | 25,98 | 14,39 | 8,20 | 4,89 | 4 746    |
| Aveiro                  | 37,42 | 33,41 | 13,65 | 6,70 | 3,64 | 39 819   |

### Castelo de Paiva
| Partido                 | Partido                        | Votos  | %               | +/-  |
| ----------------------- | ------------------------------ | ------ | --------------- | ---- |
|                         | Partido Socialista             | 5 112  | 53,85 / 100,00  | 5,48 |
|                         | Partido Social Democrata       | 2 975  | 31,34 / 100,00  | 8,34 |
|                         | Partido Popular                | 451    | 4,75 / 100,00   | 2,23 |
|                         | Bloco de Esquerda              | 330    | 3,48 / 100,00   | 2,33 |
|                         | Coligação Democrática Unitária | 210    | 2,21 / 100,00   | 0,90 |
|                         | Outros                         | 159    | 1,68 / 100,00   |      |
| Votos Inválidos         | Votos Inválidos                | 256    | 2,69 / 100,00   | 1,00 |
| Total                   | Total                          | 9 493  | 100,00 / 100,00 |      |
| Eleitorado/Participação | Eleitorado/Participação        | 14 176 | 66,97 / 100,00  | 3,85 |

| Freguesia                | %     | %     | %    | %    | %    | Votantes |
| Freguesia                | PS    | PSD   | PP   | BE   | CDU  | Votantes |
| ------------------------ | ----- | ----- | ---- | ---- | ---- | -------- |
| Bairros                  | 58,33 | 28,74 | 4,12 | 1,44 | 2,59 | 1 044    |
| Fornos                   | 63,23 | 25,95 | 4,22 | 1,96 | 1,44 | 971      |
| Paraíso                  | 46,61 | 34,78 | 9,04 | 2,78 | 2,26 | 575      |
| Pedorido                 | 64,11 | 20,33 | 3,02 | 4,18 | 3,37 | 861      |
| Raiva                    | 57,11 | 24,04 | 3,04 | 7,59 | 3,83 | 1 252    |
| Real                     | 59,79 | 26,89 | 5,09 | 2,48 | 1,04 | 766      |
| Santa Maria de Sardoura  | 47,69 | 37,12 | 5,75 | 2,34 | 1,77 | 1 409    |
| São Martinho de Sardoura | 38,71 | 49,41 | 3,86 | 2,67 | 1,19 | 1 010    |
| Sobrado                  | 51,90 | 32,34 | 5,73 | 4,36 | 2,12 | 1 605    |
| Castelo de Paiva         | 53,85 | 31,34 | 4,75 | 3,48 | 2,21 | 9 493    |

### Espinho
| Partido                 | Partido                        | Votos  | %               | +/-  |
| ----------------------- | ------------------------------ | ------ | --------------- | ---- |
|                         | Partido Socialista             | 9 810  | 45,41 / 100,00  | 4,95 |
|                         | Partido Social Democrata       | 6 339  | 29,34 / 100,00  | 8,27 |
|                         | Coligação Democrática Unitária | 1 717  | 7,95 / 100,00   | 1,55 |
|                         | Partido Popular                | 1 370  | 6,34 / 100,00   | 2,58 |
|                         | Bloco de Esquerda              | 1 300  | 6,02 / 100,00   | 3,79 |
|                         | Outros                         | 410    | 1,90 / 100,00   |      |
| Votos Inválidos         | Votos Inválidos                | 658    | 3,05 / 100,00   | 0,99 |
| Total                   | Total                          | 21 604 | 100,00 / 100,00 |      |
| Eleitorado/Participação | Eleitorado/Participação        | 30 317 | 71,26 / 100,00  | 2,94 |

| Freguesia | %     | %     | %     | %    | %    | Votantes |
| Freguesia | PS    | PSD   | CDU   | PP   | BE   | Votantes |
| --------- | ----- | ----- | ----- | ---- | ---- | -------- |
| Anta      | 45,95 | 28,23 | 8,00  | 5,76 | 6,62 | 6 315    |
| Espinho   | 35,85 | 36,40 | 6,51  | 9,26 | 7,07 | 7 685    |
| Guetim    | 39,90 | 42,63 | 4,85  | 3,84 | 2,42 | 990      |
| Paramos   | 51,87 | 24,53 | 8,68  | 4,66 | 5,46 | 2 144    |
| Silvalde  | 59,19 | 18,14 | 10,69 | 3,49 | 4,43 | 4 470    |
| Espinho   | 45,41 | 29,34 | 7,95  | 6,34 | 6,02 | 21 604   |

### Estarreja
| Partido                 | Partido                        | Votos  | %               | +/-   |
| ----------------------- | ------------------------------ | ------ | --------------- | ----- |
|                         | Partido Social Democrata       | 5 647  | 39,69 / 100,00  | 10,12 |
|                         | Partido Socialista             | 5 284  | 37,14 / 100,00  | 6,61  |
|                         | Partido Popular                | 1 290  | 9,07 / 100,00   | 3,18  |
|                         | Bloco de Esquerda              | 692    | 4,86 / 100,00   | 3,27  |
|                         | Coligação Democrática Unitária | 593    | 4,17 / 100,00   | 1,10  |
|                         | Outros                         | 271    | 1,90 / 100,00   |       |
| Votos Inválidos         | Votos Inválidos                | 450    | 3,16 / 100,00   | 1,46  |
| Total                   | Total                          | 14 227 | 100,00 / 100,00 |       |
| Eleitorado/Participação | Eleitorado/Participação        | 22 850 | 62,26 / 100,00  | 1,77  |

| Freguesia | %     | %     | %     | %    | %    | Votantes |
| Freguesia | PSD   | PS    | PP    | BE   | CDU  | Votantes |
| --------- | ----- | ----- | ----- | ---- | ---- | -------- |
| Avanca    | 35,80 | 42,26 | 8,23  | 4,90 | 3,55 | 3 268    |
| Beduído   | 34,17 | 41,23 | 7,70  | 5,85 | 5,55 | 4 220    |
| Canelas   | 45,72 | 29,62 | 12,27 | 4,17 | 3,27 | 888      |
| Fermelã   | 40,54 | 35,25 | 10,70 | 3,60 | 4,73 | 888      |
| Pardilhó  | 42,45 | 34,37 | 6,81  | 5,87 | 5,59 | 1 807    |
| Salreu    | 48,35 | 30,08 | 12,41 | 3,30 | 2,38 | 2 184    |
| Veiros    | 45,88 | 31,79 | 10,08 | 3,91 | 1,95 | 972      |
| Estarreja | 39,69 | 37,14 | 9,07  | 4,86 | 4,17 | 14 227   |

### Ílhavo
| Partido                 | Partido                        | Votos  | %               | +/-  |
| ----------------------- | ------------------------------ | ------ | --------------- | ---- |
|                         | Partido Social Democrata       | 6 998  | 39,94 / 100,00  | 9,18 |
|                         | Partido Socialista             | 6 228  | 35,54 / 100,00  | 7,12 |
|                         | Partido Popular                | 1 698  | 9,69 / 100,00   | 4,78 |
|                         | Bloco de Esquerda              | 1 125  | 6,42 / 100,00   | 3,80 |
|                         | Coligação Democrática Unitária | 623    | 3,56 / 100,00   | 1,12 |
|                         | Outros                         | 330    | 1,88 / 100,00   |      |
| Votos Inválidos         | Votos Inválidos                | 521    | 2,97 / 100,00   | 1,12 |
| Total                   | Total                          | 17 523 | 100,00 / 100,00 |      |
| Eleitorado/Participação | Eleitorado/Participação        | 29 406 | 59,59 / 100,00  | 1,90 |

| Freguesia             | %     | %     | %     | %    | %    | Votantes |
| Freguesia             | PSD   | PS    | PP    | BE   | CDU  | Votantes |
| --------------------- | ----- | ----- | ----- | ---- | ---- | -------- |
| Gafanha da Encarnação | 51,85 | 25,42 | 10,86 | 4,18 | 3,27 | 2 087    |
| Gafanha da Nazaré     | 37,80 | 35,64 | 10,46 | 7,21 | 3,78 | 6 770    |
| Gafanha do Carmo      | 50,98 | 32,02 | 8,01  | 2,67 | 1,69 | 712      |
| Ílhavo (São Salvador) | 37,65 | 38,42 | 8,88  | 6,67 | 3,61 | 7 960    |
| Ílhavo                | 39,94 | 35,54 | 9,69  | 6,42 | 3,56 | 17 523   |

### Mealhada
| Partido                 | Partido                        | Votos  | %               | +/-  |
| ----------------------- | ------------------------------ | ------ | --------------- | ---- |
|                         | Partido Socialista             | 5 771  | 52,95 / 100,00  | 4,99 |
|                         | Partido Social Democrata       | 2 938  | 26,96 / 100,00  | 8,95 |
|                         | Bloco de Esquerda              | 712    | 6,53 / 100,00   | 4,23 |
|                         | Coligação Democrática Unitária | 486    | 4,46 / 100,00   | 0,47 |
|                         | Partido Popular                | 485    | 4,45 / 100,00   | 1,94 |
|                         | Outros                         | 148    | 1,36 / 100,00   |      |
| Votos Inválidos         | Votos Inválidos                | 359    | 3,29 / 100,00   | 1,04 |
| Total                   | Total                          | 10 899 | 100,00 / 100,00 |      |
| Eleitorado/Participação | Eleitorado/Participação        | 17 419 | 62,57 / 100,00  | 3,89 |

| Freguesia         | %     | %     | %    | %    | %    | Votantes |
| Freguesia         | PS    | PSD   | BE   | CDU  | PP   | Votantes |
| ----------------- | ----- | ----- | ---- | ---- | ---- | -------- |
| Antes             | 46,46 | 35,95 | 4,40 | 1,15 | 6,31 | 523      |
| Barcouço          | 57,18 | 23,35 | 5,58 | 6,62 | 3,21 | 1 058    |
| Casal Comba       | 59,31 | 24,44 | 5,47 | 3,10 | 3,39 | 1 772    |
| Luso              | 54,12 | 24,34 | 8,05 | 4,79 | 3,59 | 1 504    |
| Mealhada          | 47,31 | 29,13 | 8,43 | 4,41 | 5,82 | 2 063    |
| Pampilhosa        | 53,68 | 21,45 | 7,67 | 7,07 | 5,59 | 2 163    |
| Vacariça          | 57,48 | 26,87 | 4,93 | 2,89 | 2,55 | 1 176    |
| Ventosa do Bairro | 38,28 | 50,47 | 2,19 | 0,78 | 5,16 | 640      |
| Mealhada          | 52,95 | 26,96 | 6,53 | 4,46 | 4,45 | 10 899   |

### Murtosa
| Partido                 | Partido                        | Votos | %               | +/-   |
| ----------------------- | ------------------------------ | ----- | --------------- | ----- |
|                         | Partido Social Democrata       | 2 513 | 55,97 / 100,00  | 12,04 |
|                         | Partido Socialista             | 1 186 | 26,41 / 100,00  | 7,65  |
|                         | Partido Popular                | 338   | 7,53 / 100,00   | 1,39  |
|                         | Bloco de Esquerda              | 163   | 3,63 / 100,00   | 2,20  |
|                         | Coligação Democrática Unitária | 90    | 2,00 / 100,00   | 1,08  |
|                         | Outros                         | 61    | 1,35 / 100,00   |       |
| Votos Inválidos         | Votos Inválidos                | 139   | 3,10 / 100,00   | 1,95  |
| Total                   | Total                          | 4 490 | 100,00 / 100,00 |       |
| Eleitorado/Participação | Eleitorado/Participação        | 8 327 | 53,92 / 100,00  | 0,24  |

| Freguesia | %     | %     | %     | %    | %    | Votantes |
| Freguesia | PSD   | PS    | PP    | BE   | CDU  | Votantes |
| --------- | ----- | ----- | ----- | ---- | ---- | -------- |
| Bunheiro  | 58,00 | 22,27 | 10,09 | 3,29 | 2,47 | 1 338    |
| Monte     | 53,24 | 31,65 | 4,32  | 3,88 | 2,45 | 695      |
| Murtosa   | 62,70 | 21,78 | 6,89  | 3,20 | 1,32 | 1 437    |
| Torreira  | 45,69 | 34,80 | 7,25  | 4,51 | 2,06 | 1 020    |
| Murtosa   | 55,97 | 26,41 | 7,53  | 3,63 | 2,00 | 4 490    |

### Oliveira de Azeméis
| Partido                 | Partido                        | Votos  | %               | +/-   |
| ----------------------- | ------------------------------ | ------ | --------------- | ----- |
|                         | Partido Socialista             | 17 475 | 44,48 / 100,00  | 8,45  |
|                         | Partido Social Democrata       | 13 624 | 34,68 / 100,00  | 10,98 |
|                         | Partido Popular                | 3 465  | 8,82 / 100,00   | 3,45  |
|                         | Bloco de Esquerda              | 1 853  | 4,72 / 100,00   | 3,28  |
|                         | Coligação Democrática Unitária | 1 021  | 2,60 / 100,00   | 0,76  |
|                         | Partido da Nova Democracia     | 424    | 1,08 / 100,00   | Novo  |
|                         | Outros                         | 422    | 1,07 / 100,00   |       |
| Votos Inválidos         | Votos Inválidos                | 1 000  | 2,54 / 100,00   | 0,85  |
| Total                   | Total                          | 39 284 | 100,00 / 100,00 |       |
| Eleitorado/Participação | Eleitorado/Participação        | 57 003 | 68,92 / 100,00  | 3,54  |

| Freguesia               | %     | %     | %     | %    | %    | %    | Votantes |
| Freguesia               | PS    | PSD   | PP    | BE   | CDU  | PND  | Votantes |
| ----------------------- | ----- | ----- | ----- | ---- | ---- | ---- | -------- |
| Carregosa               | 35,99 | 36,61 | 12,73 | 5,13 | 2,66 | 1,61 | 2 106    |
| Cesar                   | 44,80 | 31,89 | 9,02  | 5,22 | 3,35 | 2,42 | 1 819    |
| Fajões                  | 34,83 | 36,88 | 14,01 | 4,98 | 3,60 | 1,50 | 1 806    |
| Loureiro                | 25,52 | 55,79 | 10,54 | 2,66 | 1,04 | 0,89 | 1 916    |
| Macieira de Sarnes      | 52,27 | 21,80 | 6,28  | 6,36 | 8,01 | 1,07 | 1 211    |
| Macinhata da Seixa      | 46,06 | 34,85 | 9,48  | 4,19 | 2,22 | 0,86 | 812      |
| Madail                  | 32,65 | 50,20 | 6,94  | 2,04 | 2,04 | 0,82 | 490      |
| Nogueira do Cravo       | 50,06 | 28,00 | 6,83  | 4,96 | 4,73 | 1,40 | 1 714    |
| Oliveira de Azeméis     | 41,05 | 33,62 | 12,46 | 5,89 | 2,10 | 0,90 | 5 907    |
| Ossela                  | 41,27 | 41,27 | 9,59  | 3,37 | 1,95 | 0,52 | 1 335    |
| Palmaz                  | 43,05 | 40,56 | 9,88  | 2,33 | 1,37 | 0,64 | 1 245    |
| Pindelo                 | 48,70 | 31,56 | 6,03  | 4,70 | 3,37 | 1,65 | 1 575    |
| Pinheiro da Bemposta    | 37,98 | 42,39 | 11,05 | 3,65 | 1,13 | 0,77 | 1 946    |
| Santiago de Riba-Ul     | 48,29 | 32,13 | 5,82  | 5,69 | 3,88 | 1,26 | 2 216    |
| São Martinho da Gândara | 39,98 | 42,74 | 8,52  | 3,63 | 1,58 | 0,79 | 1 268    |
| São Roque               | 51,70 | 29,83 | 6,48  | 5,24 | 1,93 | 0,92 | 3 054    |
| Travanca                | 40,58 | 38,98 | 10,72 | 3,71 | 1,30 | 0,90 | 998      |
| Ul                      | 43,99 | 41,04 | 6,79  | 3,36 | 1,24 | 0,55 | 1 457    |
| Vila de Cucujães        | 55,22 | 27,29 | 5,24  | 4,96 | 2,73 | 0,97 | 6 409    |
| Oliveira de Azeméis     | 44,48 | 34,68 | 8,82  | 4,72 | 2,60 | 1,08 | 39 284   |

### Oliveira do Bairro
| Partido                 | Partido                        | Votos  | %               | +/-  |
| ----------------------- | ------------------------------ | ------ | --------------- | ---- |
|                         | Partido Social Democrata       | 6 141  | 53,13 / 100,00  | 6,68 |
|                         | Partido Popular                | 2 210  | 19,12 / 100,00  | 2,52 |
|                         | Partido Socialista             | 2 191  | 18,95 / 100,00  | 5,39 |
|                         | Bloco de Esquerda              | 328    | 2,84 / 100,00   | 1,73 |
|                         | Coligação Democrática Unitária | 188    | 1,63 / 100,00   | 0,42 |
|                         | Outros                         | 192    | 1,65 / 100,00   |      |
| Votos Inválidos         | Votos Inválidos                | 309    | 2,67 / 100,00   | 0,72 |
| Total                   | Total                          | 11 559 | 100,00 / 100,00 |      |
| Eleitorado/Participação | Eleitorado/Participação        | 17 651 | 65,49 / 100,00  | 0,10 |

| Freguesia          | %     | %     | %     | %    | %    | Votantes |
| Freguesia          | PSD   | PP    | PS    | BE   | CDU  | Votantes |
| ------------------ | ----- | ----- | ----- | ---- | ---- | -------- |
| Bustos             | 49,43 | 24,96 | 16,17 | 2,91 | 1,84 | 1 410    |
| Mamarrosa          | 54,51 | 24,95 | 15,05 | 0,99 | 1,10 | 910      |
| Oiã                | 52,84 | 17,59 | 20,66 | 3,10 | 1,94 | 3 615    |
| Oliveira do Bairro | 49,76 | 16,48 | 23,37 | 3,98 | 1,70 | 2 713    |
| Palhaça            | 60,84 | 16,45 | 14,48 | 2,52 | 0,61 | 1 471    |
| Troviscal          | 55,07 | 21,25 | 16,11 | 1,46 | 1,88 | 1 440    |
| Oliveira do Bairro | 53,13 | 19,12 | 18,95 | 2,84 | 1,63 | 11 559   |

### Ovar
| Partido                 | Partido                        | Votos  | %               | +/-   |
| ----------------------- | ------------------------------ | ------ | --------------- | ----- |
|                         | Partido Socialista             | 13 869 | 48,71 / 100,00  | 6,42  |
|                         | Partido Social Democrata       | 7 720  | 27,11 / 100,00  | 11,78 |
|                         | Bloco de Esquerda              | 2 086  | 7,33 / 100,00   | 4,60  |
|                         | Coligação Democrática Unitária | 1 780  | 6,25 / 100,00   | 1,50  |
|                         | Partido Popular                | 1 662  | 5,84 / 100,00   | 2,34  |
|                         | Outros                         | 520    | 1,83 / 100,00   |       |
| Votos Inválidos         | Votos Inválidos                | 837    | 2,93 / 100,00   | 1,16  |
| Total                   | Total                          | 28 474 | 100,00 / 100,00 |       |
| Eleitorado/Participação | Eleitorado/Participação        | 43 530 | 65,41 / 100,00  | 4,39  |

| Freguesia                   | %     | %     | %     | %    | %    | Votantes |
| Freguesia                   | PS    | PSD   | BE    | CDU  | PP   | Votantes |
| --------------------------- | ----- | ----- | ----- | ---- | ---- | -------- |
| Arada                       | 44,08 | 34,49 | 6,98  | 4,25 | 5,04 | 1 647    |
| Cortegaça                   | 53,89 | 25,08 | 6,47  | 2,89 | 6,79 | 2 149    |
| Esmoriz                     | 50,83 | 28,40 | 5,96  | 4,33 | 5,37 | 6 075    |
| Maceda                      | 55,91 | 24,48 | 4,82  | 5,78 | 4,88 | 1 887    |
| Ovar                        | 46,11 | 22,52 | 10,19 | 9,52 | 6,97 | 9 029    |
| São João de Ovar            | 48,42 | 36,28 | 4,61  | 2,23 | 4,15 | 1 301    |
| São Vicente de Pereira Jusã | 47,17 | 34,41 | 5,29  | 4,02 | 4,95 | 3 008    |
| Válega                      | 48,25 | 26,23 | 7,10  | 7,87 | 5,42 | 3 378    |
| Ovar                        | 48,71 | 27,11 | 7,33  | 6,25 | 5,84 | 28 474   |

### Santa Maria da Feira
| Partido                 | Partido                        | Votos   | %               | +/-   |
| ----------------------- | ------------------------------ | ------- | --------------- | ----- |
|                         | Partido Socialista             | 38 143  | 50,03 / 100,00  | 9,66  |
|                         | Partido Social Democrata       | 23 343  | 30,62 / 100,00  | 12,22 |
|                         | Partido Popular                | 4 863   | 6,38 / 100,00   | 3,42  |
|                         | Bloco de Esquerda              | 3 734   | 4,90 / 100,00   | 1,36  |
|                         | Coligação Democrática Unitária | 2 452   | 3,22 / 100,00   | 0,72  |
|                         | Partido da Nova Democracia     | 825     | 1,08 / 100,00   | Novo  |
|                         | Outros                         | 863     | 1,13 / 100,00   |       |
| Votos Inválidos         | Votos Inválidos                | 2 022   | 2,65 / 100,00   | 0,90  |
| Total                   | Total                          | 76 245  | 100,00 / 100,00 |       |
| Eleitorado/Participação | Eleitorado/Participação        | 111 100 | 68,63 / 100,00  | 3,54  |

| Freguesia             | %     | %     | %    | %    | %     | %    | Votantes |
| Freguesia             | PS    | PSD   | PP   | BE   | CDU   | PND  | Votantes |
| --------------------- | ----- | ----- | ---- | ---- | ----- | ---- | -------- |
| Argoncilhe            | 45,79 | 34,49 | 7,66 | 4,08 | 3,19  | 0,85 | 4 831    |
| Arrifana              | 54,86 | 27,01 | 6,12 | 4,54 | 2,98  | 0,70 | 3 724    |
| Caldas de São Jorge   | 52,96 | 24,72 | 9,04 | 5,58 | 3,39  | 0,33 | 1 505    |
| Canedo                | 39,05 | 43,01 | 7,17 | 3,17 | 3,07  | 0,97 | 2 899    |
| Escapães              | 53,16 | 27,36 | 6,32 | 6,16 | 2,13  | 1,06 | 1 787    |
| Espargo               | 47,96 | 29,33 | 7,81 | 6,73 | 2,40  | 0,72 | 832      |
| Feira                 | 45,33 | 30,60 | 7,59 | 7,28 | 3,43  | 1,13 | 6 102    |
| Fiães                 | 56,05 | 23,53 | 5,96 | 5,30 | 4,42  | 0,88 | 5 019    |
| Fornos                | 50,87 | 26,30 | 7,31 | 6,35 | 3,72  | 0,51 | 1 559    |
| Gião                  | 38,47 | 43,53 | 7,65 | 3,65 | 2,00  | 1,18 | 850      |
| Guisande              | 42,96 | 41,76 | 6,14 | 2,65 | 1,44  | 1,32 | 831      |
| Lobão                 | 43,78 | 38,89 | 6,18 | 3,86 | 1,32  | 2,94 | 2 718    |
| Louredo               | 31,30 | 50,00 | 9,48 | 2,00 | 1,50  | 0,87 | 802      |
| Lourosa               | 55,78 | 26,52 | 6,15 | 4,82 | 2,04  | 0,98 | 5 497    |
| Milheirós de Poiares  | 54,53 | 28,75 | 4,53 | 5,09 | 3,07  | 1,01 | 1 986    |
| Mosteirô              | 58,16 | 23,08 | 4,48 | 5,92 | 3,04  | 1,52 | 1 183    |
| Mozelos               | 54,08 | 27,62 | 5,12 | 5,07 | 3,46  | 0,90 | 3 907    |
| Nogueira da Regedoura | 49,11 | 34,38 | 3,67 | 4,48 | 3,53  | 1,57 | 2 859    |
| Paços de Brandão      | 40,74 | 38,89 | 8,79 | 4,71 | 1,63  | 1,19 | 3 186    |
| Pigeiros              | 52,28 | 22,36 | 9,12 | 4,42 | 6,41  | 1,14 | 702      |
| Rio Meão              | 51,59 | 29,86 | 7,27 | 4,05 | 3,07  | 1,43 | 2 863    |
| Romariz               | 46,96 | 36,69 | 7,83 | 2,86 | 1,69  | 1,32 | 1 889    |
| Sanfins               | 55,48 | 23,87 | 5,44 | 7,10 | 2,58  | 2,76 | 1 085    |
| Sanguedo              | 47,18 | 36,34 | 6,69 | 3,87 | 1,44  | 0,94 | 1 808    |
| Santa Maria de Lamas  | 53,76 | 28,82 | 5,78 | 3,87 | 2,98  | 1,11 | 3 255    |
| São João de Ver       | 58,36 | 22,49 | 4,30 | 6,90 | 3,45  | 0,82 | 4 491    |
| São Paio de Oleiros   | 49,16 | 24,44 | 4,77 | 4,38 | 12,36 | 0,86 | 2 557    |
| Souto                 | 53,77 | 28,40 | 5,24 | 4,55 | 2,91  | 0,78 | 2 574    |
| Travanca              | 54,13 | 29,44 | 4,37 | 5,32 | 2,85  | 1,23 | 1 053    |
| Vale                  | 34,59 | 47,37 | 9,12 | 2,91 | 1,50  | 0,66 | 1 064    |
| Vila Maior            | 39,30 | 43,53 | 7,26 | 3,75 | 2,18  | 0,60 | 827      |
| Santa Maria da Feira  | 50,03 | 30,62 | 6,38 | 4,90 | 3,22  | 1,08 | 76 245   |

### São João da Madeira
| Partido                 | Partido                        | Votos  | %               | +/-   |
| ----------------------- | ------------------------------ | ------ | --------------- | ----- |
|                         | Partido Socialista             | 6 226  | 48,87 / 100,00  | 6,28  |
|                         | Partido Social Democrata       | 3 343  | 26,24 / 100,00  | 11,18 |
|                         | Partido Popular                | 1 108  | 8,70 / 100,00   | 2,25  |
|                         | Bloco de Esquerda              | 790    | 6,20 / 100,00   | 3,58  |
|                         | Coligação Democrática Unitária | 657    | 5,16 / 100,00   | 1,52  |
|                         | Outros                         | 236    | 1,85 / 100,00   |       |
| Votos Inválidos         | Votos Inválidos                | 380    | 2,99 / 100,00   | 1,26  |
| Total                   | Total                          | 12 740 | 100,00 / 100,00 |       |
| Eleitorado/Participação | Eleitorado/Participação        | 18 605 | 68,48 / 100,00  | 3,95  |

| Freguesia           | %     | %     | %    | %    | %    | Votantes |
| Freguesia           | PS    | PSD   | PP   | BE   | CDU  | Votantes |
| ------------------- | ----- | ----- | ---- | ---- | ---- | -------- |
| São João da Madeira | 48,87 | 26,24 | 8,70 | 6,20 | 5,16 | 12 740   |
| São João da Madeira | 48,87 | 26,24 | 8,70 | 6,20 | 5,16 | 12 740   |

### Sever do Vouga
| Partido                 | Partido                        | Votos  | %               | +/-  |
| ----------------------- | ------------------------------ | ------ | --------------- | ---- |
|                         | Partido Social Democrata       | 3 865  | 48,77 / 100,00  | 7,64 |
|                         | Partido Socialista             | 2 115  | 26,69 / 100,00  | 5,71 |
|                         | Partido Popular                | 1 145  | 14,45 / 100,00  | 3,28 |
|                         | Bloco de Esquerda              | 280    | 3,53 / 100,00   | 2,36 |
|                         | Coligação Democrática Unitária | 155    | 1,96 / 100,00   | 0,78 |
|                         | Partido da Nova Democracia     | 79     | 1,00 / 100,00   | Novo |
|                         | Outros                         | 75     | 0,94 / 100,00   |      |
| Votos Inválidos         | Votos Inválidos                | 211    | 2,66 / 100,00   | 1,11 |
| Total                   | Total                          | 7 925  | 100,00 / 100,00 |      |
| Eleitorado/Participação | Eleitorado/Participação        | 11 453 | 69,20 / 100,00  | 0,44 |

| Freguesia            | %     | %     | %     | %    | %    | %    | Votantes |
| Freguesia            | PSD   | PS    | PP    | BE   | CDU  | PND  | Votantes |
| -------------------- | ----- | ----- | ----- | ---- | ---- | ---- | -------- |
| Cedrim               | 56,86 | 16,95 | 18,03 | 1,69 | 2,31 | 0,77 | 649      |
| Couto de Esteves     | 59,57 | 21,59 | 10,58 | 1,88 | 0,72 | 0,87 | 690      |
| Dornelas             | 39,50 | 29,35 | 15,35 | 5,19 | 3,61 | 1,81 | 443      |
| Paradela             | 58,10 | 18,77 | 14,03 | 2,17 | 1,58 | 1,38 | 506      |
| Pessegueiro do Vouga | 49,42 | 24,75 | 17,11 | 3,13 | 1,32 | 0,74 | 1 216    |
| Rocas do Vouga       | 39,95 | 30,75 | 15,24 | 6,40 | 2,71 | 1,08 | 1 109    |
| Sever do Vouga       | 50,62 | 25,90 | 14,61 | 2,98 | 1,52 | 1,04 | 1 444    |
| Silva Escura         | 43,47 | 33,53 | 10,92 | 4,39 | 2,83 | 1,46 | 1 026    |
| Talhadas             | 46,91 | 32,19 | 13,78 | 2,97 | 1,66 | 0,24 | 842      |
| Sever do Vouga       | 48,77 | 26,69 | 14,45 | 3,53 | 1,96 | 1,00 | 7 925    |

### Vagos
| Partido                 | Partido                  | Votos  | %               | +/-  |
| ----------------------- | ------------------------ | ------ | --------------- | ---- |
|                         | Partido Social Democrata | 6 796  | 61,61 / 100,00  | 5,29 |
|                         | Partido Popular          | 1 748  | 15,85 / 100,00  | 2,64 |
|                         | Partido Socialista       | 1 708  | 15,48 / 100,00  | 4,87 |
|                         | Bloco de Esquerda        | 252    | 2,28 / 100,00   | 1,27 |
|                         | Outros                   | 240    | 2,18 / 100,00   |      |
| Votos Inválidos         | Votos Inválidos          | 287    | 2,61 / 100,00   | 1,02 |
| Total                   | Total                    | 11 031 | 100,00 / 100,00 |      |
| Eleitorado/Participação | Eleitorado/Participação  | 17 456 | 63,19 / 100,00  | 0,66 |

| Freguesia              | %     | %     | %     | %    | Votantes |
| Freguesia              | PSD   | PP    | PS    | BE   | Votantes |
| ---------------------- | ----- | ----- | ----- | ---- | -------- |
| Calvão                 | 62,87 | 15,79 | 14,07 | 2,30 | 1 045    |
| Covão do Lobo          | 79,51 | 7,55  | 6,93  | 1,39 | 649      |
| Fonte de Angeão        | 71,63 | 9,97  | 12,69 | 1,42 | 772      |
| Gafanha da Boa Hora    | 65,80 | 10,79 | 16,12 | 1,95 | 769      |
| Ouca                   | 63,84 | 21,39 | 10,80 | 0,77 | 907      |
| Ponte de Vagos         | 60,56 | 24,02 | 9,50  | 1,34 | 895      |
| Santa Catarina         | 57,03 | 28,11 | 7,59  | 1,45 | 619      |
| Santo André de Vagos   | 75,02 | 13,52 | 7,61  | 0,66 | 1 065    |
| Santo António de Vagos | 64,09 | 20,24 | 11,53 | 1,63 | 919      |
| Sosa                   | 59,33 | 15,75 | 18,58 | 1,45 | 1 308    |
| Vagos                  | 44,46 | 12,24 | 30,44 | 5,95 | 2 083    |
| Vagos                  | 61,61 | 15,85 | 15,48 | 2,28 | 11 031   |

### Vale de Cambra
| Partido                 | Partido                        | Votos  | %               | +/-  |
| ----------------------- | ------------------------------ | ------ | --------------- | ---- |
|                         | Partido Socialista             | 5 482  | 37,06 / 100,00  | 9,45 |
|                         | Partido Social Democrata       | 4 843  | 32,74 / 100,00  | 7,58 |
|                         | Partido Popular                | 2 390  | 16,16 / 100,00  | 9,74 |
|                         | Bloco de Esquerda              | 705    | 4,77 / 100,00   | 3,42 |
|                         | Coligação Democrática Unitária | 373    | 2,52 / 100,00   | 1,06 |
|                         | Partido da Nova Democracia     | 258    | 1,74 / 100,00   | Novo |
|                         | Outros                         | 227    | 1,53 / 100,00   |      |
| Votos Inválidos         | Votos Inválidos                | 513    | 3,47 / 100,00   | 1,23 |
| Total                   | Total                          | 14 791 | 100,00 / 100,00 |      |
| Eleitorado/Participação | Eleitorado/Participação        | 21 547 | 68,65 / 100,00  | 1,39 |

| Freguesia              | %     | %     | %     | %    | %    | %    | Votantes |
| Freguesia              | PS    | PSD   | PP    | BE   | CDU  | PND  | Votantes |
| ---------------------- | ----- | ----- | ----- | ---- | ---- | ---- | -------- |
| Arões                  | 23,94 | 37,32 | 30,67 | 1,68 | 1,33 | 1,33 | 1 128    |
| Cepelos                | 25,05 | 44,56 | 20,12 | 2,87 | 1,44 | 1,75 | 974      |
| Codal                  | 43,63 | 28,19 | 9,45  | 7,35 | 4,05 | 1,20 | 667      |
| Junqueira              | 21,35 | 44,79 | 24,79 | 2,33 | 1,47 | 0,37 | 815      |
| Macieira de Cambra     | 48,48 | 22,23 | 14,25 | 5,59 | 2,93 | 2,11 | 2 933    |
| Roge                   | 40,09 | 32,28 | 14,88 | 5,12 | 1,95 | 1,02 | 1 075    |
| São Pedro de Castelões | 35,45 | 34,39 | 14,65 | 4,89 | 2,45 | 2,27 | 4 539    |
| Vila Chã               | 39,85 | 32,93 | 12,09 | 5,98 | 3,08 | 1,28 | 2 341    |
| Vila Cova de Perrinho  | 33,86 | 32,60 | 17,87 | 2,82 | 4,70 | 2,82 | 319      |
| Vale de Cambra         | 37,06 | 32,74 | 16,16 | 4,77 | 2,52 | 1,74 | 14 791   |